# Apanteles nixosiris
Apanteles nixosiris är en stekelart som beskrevs av Papp 1976. Apanteles nixosiris ingår i släktet Apanteles och familjen bracksteklar. Inga underarter finns listade i Catalogue of Life.